# روث ناي
روث ناي (بالإنجليزية: Ruth Nye)‏ هي معلمة موسيقى وعازفة بيانو أسترالية، ولدت في 1932 في أستراليا.